# 葉夢熊
葉夢熊（1531年—1597年），字南兆（男兆），號龍塘，改龍潭，又號華雲。廣東惠州府城萬石坊（今属惠州市惠城区）人，明朝嘉靖至萬曆年間政治人物、軍事家。

## 生平
嘉靖四十年（1561年）辛酉科廣東鄉試第四名舉人。嘉靖四十四年（1565年）中式乙丑科會試第一百二十名，三甲第一百三十三名進士。吏部观政，本年八月授福清縣知縣。隆慶二年（1568年）六月升戶部主事，四年（1570年）十二月改山西道监察御史，本月因反對蒙古鞑靼部请封之事，被贬为郃阳县丞。六年七月转为归德府推官。万历元年（1573年）正月升南户部主事，二年二月升郎中，三年二月升赣州府知府，四年三月丁忧。七年（1579年）五月复除安庆府知府。十年七月升云南按察司副使，十一月调浙江海道，十二年十二月调永平兵备道，十四年正月卓异纪录，九月升右参政，照旧管事。十六年七月升山东按察使，十七年五月升右布政使，十一月升右佥都御史、巡抚貴州，十八年十月以原官巡抚陕西，十九年九月调甘肃巡抚，二十年任宁夏监军都御史，七月升兵部右侍郎、兼右佥都御史、总督三边，二十一年叙功，升右都御史，二十三年加升兵部尚书，本年升转南京工部尚书，加太子太保，二十五年卒。史称“谦能第一”，“洗贪习，诛叛乱”。
萬曆二十年（1592年）寧夏總後哱拜杀巡抚党馨反叛，连陷河西四十七堡，兵部尚書魏學曾久攻寧夏不克，由梦熊代为督兵奋战，攻破城池，哱拜自焚死。梦熊居功不傲，“让功学曾及诸将敢战者”。使魏学曾官复原职。晚年五次请辞获归，回惠州建回龙寺。死後赐葬于菱湖畔的游龙山。其墓地在文革期间遭到破坏，今在惠州西湖边。著有《华云集》、《太保集》、《五镇奏疏》、《筹边议》、《战车录》、《运筹决胜纲目》等。

## 家族
曾祖葉巒；祖父葉標；父葉春芳，縣丞贈副使。前母嚴氏，贈恭人；母石氏，贈安人。兄葉夢麟（主簿）、葉夢奎、葉夢暘，俱庠生；弟葉夢桂。